# Flodsilja
Flodsilja (Cenolophium fischeri, synonym Cenolophium denudatum) är en flockblommig växtart som först beskrevs av Kurt Sprengel och fick sitt nu gällande namn av Wilhelm Daniel Joseph Koch. 
Flodsilja ingår i släktet flodsiljor och familjen flockblommiga växter. Arten förekommer i östra Europa och norra Asien. Den har ej påträffats i Sverige.

## Bildgalleri

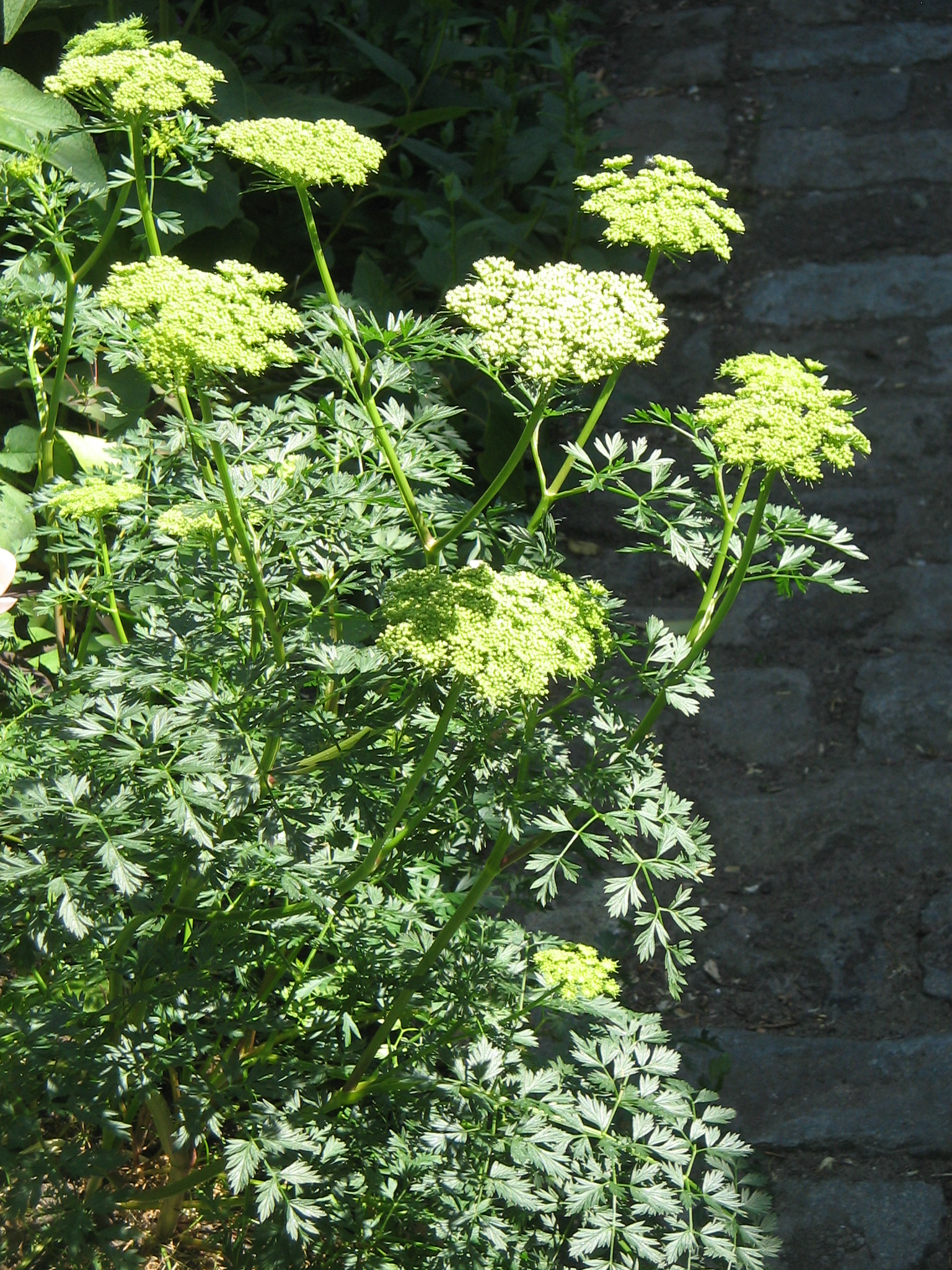
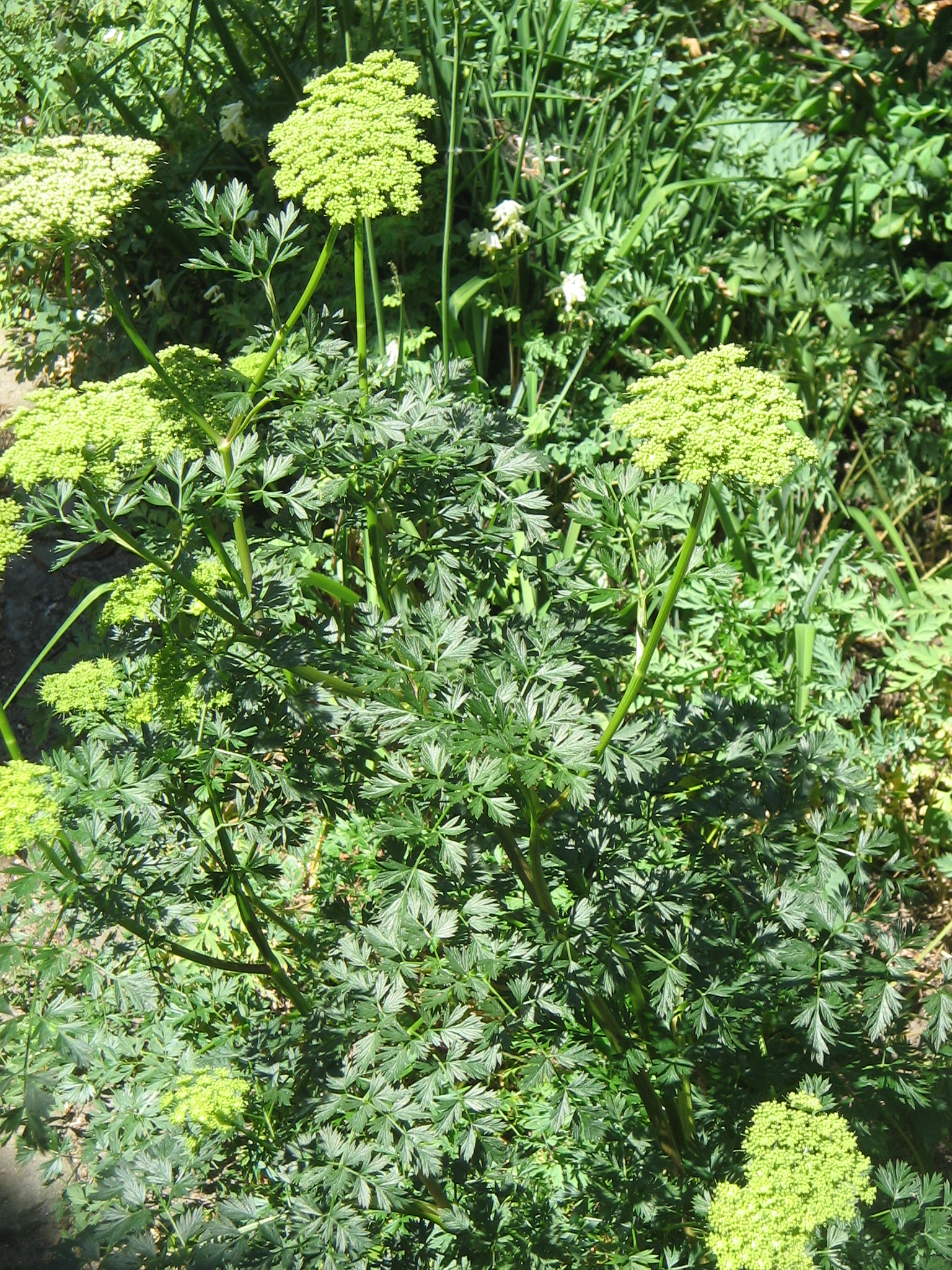
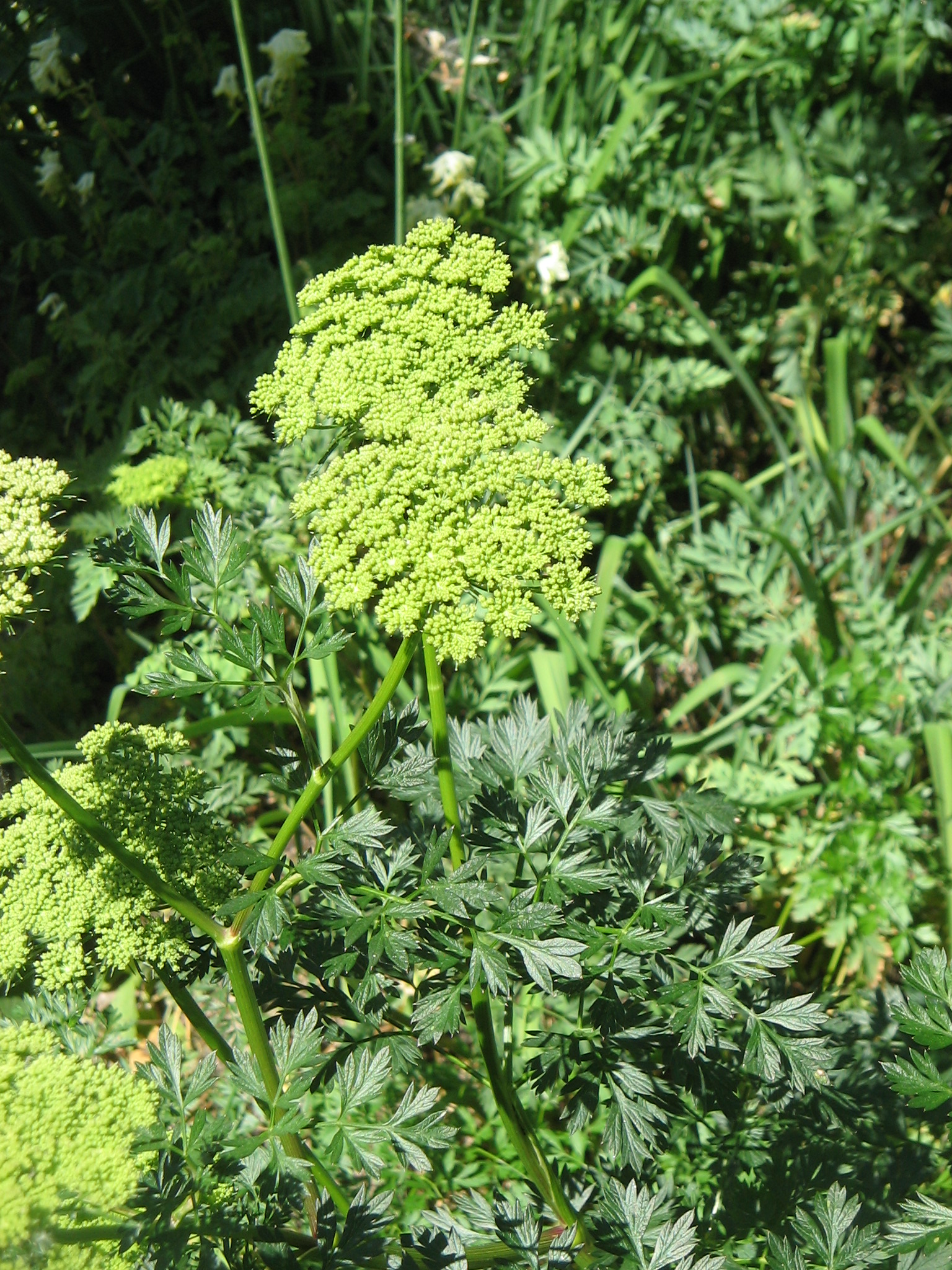
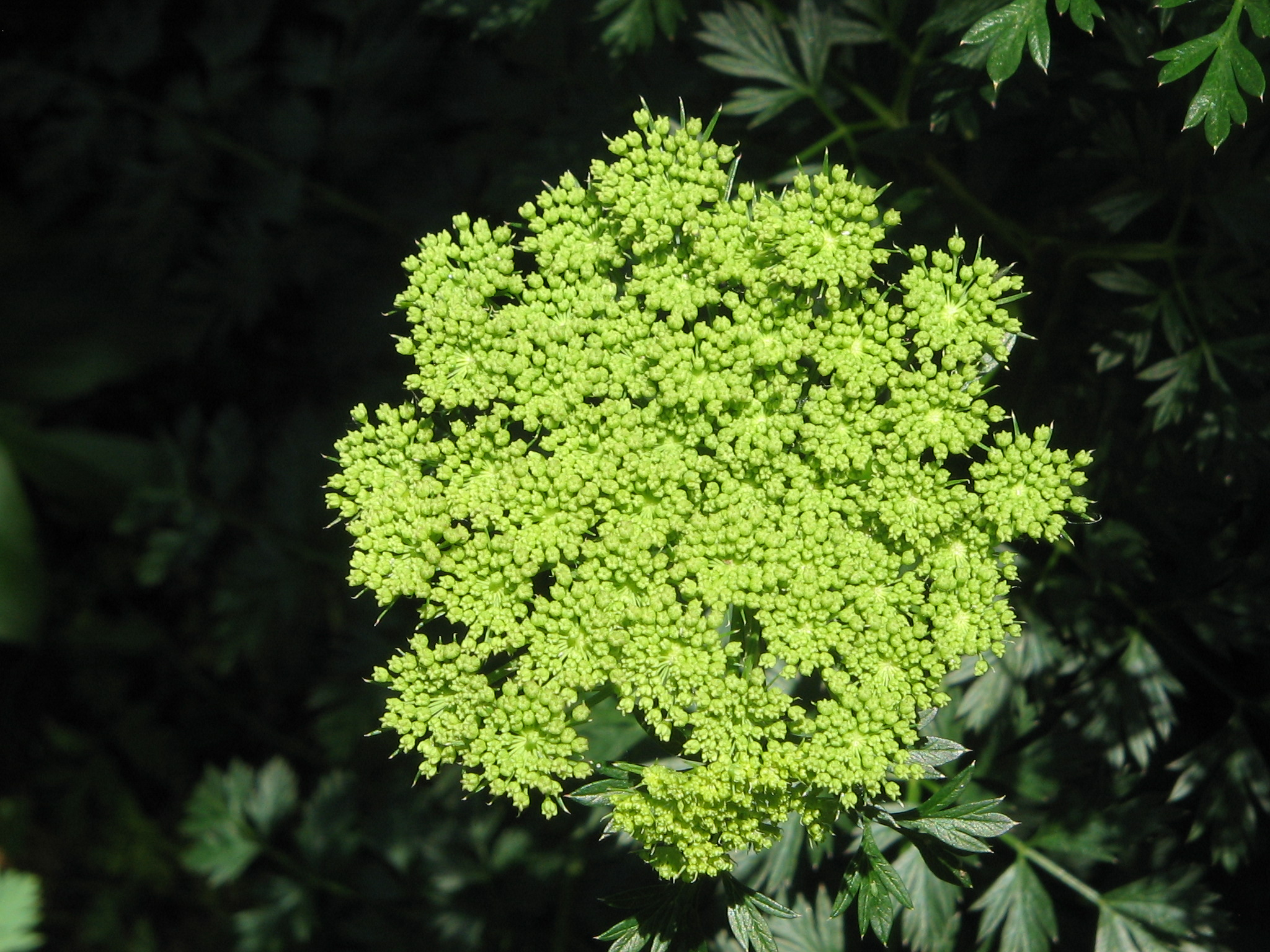